# Beanibazar
Beanibazar è un sottodistretto (upazila) del Bangladesh situato nel distretto di Sylhet, divisione di Sylhet. Si estende su una superficie di 253,22 km² e conta una popolazione di 181.547 abitanti (dato censimento 1991).È anche conosciuta come la comunità israeliana del Bangladesh.